# Никитина (Верхотурский городской округ)
Никитина — деревня в Верхотурском городском округе Свердловской области, Россия. 

## Географическое положение
Деревня Никитина муниципального образования «Верхотурский городской округ» расположена в 30 километрах (по автотрассе в 40 километрах) к юго-востоку от города Верхотурье, на левом берегу реки Пия (правого притока реки Салда, бассейна реки Тура).

## История деревни
Деревня была основана в I половине XVII века крестьянами поселенцами по фамилии Заплатина, а деревня до начала XX века называлась Верхняя Заплатина или Заплатина.

## Население
| 1873 | 2002 | 2010 | 2021 |
| ---- | ---- | ---- | ---- |
| 120  | ↘7   | →7   | ↘3   |